# 伊号第十潜水艦
伊号第十潜水艦（いごうだいじゅうせんすいかん）は日本海軍の潜水艦。伊九型潜水艦（巡潜甲型）の2番艦。1944年（昭和19年）サイパン島付近で喪失。

## 艦歴
1937年（昭和12年）の第三次海軍補充計画（③計画）により川崎重工業神戸造船所で1938年（昭和13年）6月7日起工、1939年（昭和14年）9月29日進水、1941年（昭和16年）10月31日に竣工した。佐世保鎮守府籍となり、第六艦隊第2潜水戦隊に編入。
太平洋戦争（大東亜戦争）開戦時は第六艦隊第2潜水戦隊に所属。伊10は先遣部隊として11月16日に横須賀を出港し、23日にクェゼリンに寄港した後、フィジー諸島周辺海域に進出。
サモア、フィジー方面に有力な敵が存在すれば、それを監視することが任務であった。11月30日、スバの偵察を行なった搭載機が偵察報告の発信後行方不明となり、3日間にわたり捜索するも発見できなかった。12月4日にサモア諸島トゥトゥイラ島パンゴパンゴ港外で確認したアストリア型巡洋艦以外有力な敵は存在せず、有力な敵が存在しない場合の任務はハワイ・アメリカ本土間での通商破壊であったため「伊10」はハワイ方面へ向かった。
10日、北緯08度00分 東経152度00分 / 北緯8.000度 東経152.000度のハワイ南東700浬の地点にて、砂糖とパイナップルを積んでスバからバンクーバーへ航行中のパナマ貨物船ドネレイル(Donerail、4,473トン)を発見。魚雷を発射するも、命中しなかったため浮上し、20発ほど砲撃。うち1発が右舷救命ボートに直撃し、ボートに乗り込む乗員を殺傷した。2時間後、ドネレイルは沈没した。その後、アメリカ西海岸沿岸における通商破壊作戦に参加するため、サンディエゴ周辺海域に進出して哨戒。1942年（昭和17年）1月11日にクェゼリンに到着。哨戒中の9日、第六艦隊付属となる。
1月12日に「伊10」はクェゼリンを出港し、1月21日に横須賀に帰投した。3月10日、第1潜水隊、第3潜水隊、第14潜水隊と共に第8潜水戦隊を編成する。
12日、米空母 レキシントン(USS Lexington, CV-2)を旗艦とする第11任務部隊（司令官：ウィルソン・ブラウン中将）の追跡のため横須賀を出港。20日に呉に入港した。
4月16日、伊10は第1潜水隊、伊30と甲先遣隊を編成し、呉を出港。途中、陸軍輸送船浦塩丸（川崎汽船、3,110トン）から誤射を受けるが、被害はなかった。18日、ドーリットル空襲を受け、小笠原諸島北方沖にいる米機動部隊の迎撃のために北東へ向かったが、空振りに終わった。25日、ペナンに到着。30日、伊30を除いた部隊は特設巡洋艦報国丸（大阪商船、10,438トン）、愛国丸（大阪商船、10,437トン）と共にペナンを出港。5月5日、10日、15日に報国丸、愛国丸から給油を受けた後、2隻と別れた。20日、ダーバンを飛行偵察。この時搭載機は発見されて攻撃を受けるが、振り切ることに成功した。30日にマダガスカル島ディエゴ・スアレスを飛行偵察し、ロイヤル・サブリン級戦艦こと、英戦艦ラミリーズ、駆逐艦ダンカン、アクティヴ、英コルベットジェニスタ（en:HMS Genista）、タイム（en:HMS Thyme (K210)）、病院船アトランティス（Atlantis、15,620トン）、英客船カランジャ（Karanja、9,891トン）、ランダフ・キャッスル（Llandaff Castle、10,799トン）、英タンカーブリティッシュ・ロイヤルティ（British Loyalty、6,993トン）他輸送船1の在泊を報告し、ディエゴ・スアレス港の攻撃の目標偵察の任務を達成した。翌31には再度ディエゴ・スアレスを飛行偵察し、その後通商破壊に参加する。6月5日0231、南緯21度03分 東経37度36分 / 南緯21.050度 東経37.600度のベイラ東方350浬地点付近のモザンビーク海峡で、パナマ、ウァーレム社貨物船アトランティック・ガルフ(Atlantic Gulf、2,639トン)を撃沈。同日1044、南緯21度44分 東経36度38分 / 南緯21.733度 東経36.633度の地点で米貨物船マーヴィン・H・ベイカー(Melvin H. Baker、4,999トン)を撃沈。8日0953、南緯20度00分 東経40度00分 / 南緯20.000度 東経40.000度で軍需品と政治的製品を積んでニューヨークからボンベイへ航行中の英ドッド・トムソン社貨物船キング・ルド(King Lud、5,224トン)を雷撃により撃沈。17日に報国丸、愛国丸から補給と給油を受ける。28日、南緯21度15分 東経40度30分 / 南緯21.250度 東経40.500度のベリア南方のモザンビーク海峡で、軍需品を積んでタインからアデンへ航行中の英T・ダンロップ社貨物船クイーン・ヴィクトリア(Queen Victoria、4,937トン)を雷撃し、撃沈。30日0035、南緯23度30分 東経37度30分 / 南緯23.500度 東経37.500度でマンガン鉱石と繊維、皮を積んでボンベイからケープタウンへ航行中の米貨物船エクスプレス(Express、6,736トン)を発見し雷撃。魚雷2本が右舷に命中し、エクスプレスは船尾から沈没した。7月6日1615、南緯15度48分 東経40度42分 / 南緯15.800度 東経40.700度でギリシャ貨物船ニンフェ(Nymphe、4,504トン)を雷撃により撃沈。8日0718、南緯18度00分 東経41度42分 / 南緯18.000度 東経41.700度のモザンビーク海峡で、一般貨物8,000tを積んでフィラデルフィアからロレンソ・マルケス経由でアレクサンドリアへ航行中の英J&C・ハリソン社貨物船ハーティスマー(Hartismere、5,498トン)を発見し雷撃。1番船倉に魚雷1本が命中したハーティスマーは大爆発を起こしたため放棄され、なおも浮かんでいたハーティスマーを砲撃して沈めた。1755、南緯18度30分 東経41度40分 / 南緯18.500度 東経41.667度のモザンビーク海峡で、4,000tの弾薬を積んでダーバンからアデン経由でロンドンへ航行中の蘭貨物船アルチバ(Alchiba、4,427トン)を発見し雷撃。魚雷は左舷機関室に命中し、アルチバは放棄された。漂流するアルチバへ砲弾9発を発射して沈めた。30日、ペナンに到着。8月1日、ペナンを出港し、12日に横須賀に到着した。
10月21日、伊10は横須賀を出港し、27日にトラックに到着。11月24日、トラックを出港し、ガダルカナル島ルンガ泊地の甲標的による攻撃の支援を行うためソロモン諸島周辺海域に進出。12月18日にトラックに到着した。
1943年（昭和18年）1月5日、伊10はトラックを出港し、ニューカレドニア周辺海域に進出。16日、ヌーメア南南東80浬地点付近で空母1、駆逐艦2を発見し、魚雷を発射するも、命中しなかった上、見失ってしまう。20日0015、ヌーメア南方沖で護衛をつけずに航行する輸送船を発見。23日0020、ヌーメア東方沖で駆逐艦2を発見。24日0100、ヌーメアを飛行偵察し戦艦、巡洋艦、駆逐艦各1-3、商船20の在泊を報告する。ソロモン諸島南方で通商破壊戦に従事する。30日0449、南緯24度21分 東経166度12分 / 南緯24.350度 東経166.200度のアメデ灯台南方115浬地点付近で、ヌーメアからニューキャッスルへ航行中の米リバティ船サミュエル・ゴンパース(Samuel Gompers、7,176トン)を発見し雷撃。魚雷はサミュエル・ゴンパースの船尾に命中し、サミュエル・ゴンパースは爆発して5分で沈没した。9日1400、商船を発見し雷撃するも、魚雷は目標の船底下を通過し命中しなかった。10日0542、別の商船を発見し雷撃するも、命中しなかった上見失ってしまう。14日、オークランド沖に到達。16日には、ウェリントン沖に到達27日1050、商船を発見して雷撃するも命中しなかった。3月1日、南緯20度30分 東経174度45分 / 南緯20.500度 東経174.750度のニューヘブリディーズ諸島沖で米タンカー、ガルフウェーヴ(Gulfwave、7,141トン)を雷撃し撃破。ガルフウェーヴは自力でスバに入港した。5日、トレス海峡を哨戒。12日、トラックに到着。15日にトラックを出港し、21日に佐世保に到着して整備を受ける。
5月17日、伊10は佐世保を出港して瀬戸内海へ向かう。19日から21日にかけて、第2次遣独潜水艦作戦に向けて伊8への燃料補給訓練に従事し、26日に呉に到着。6月1日に伊8、特設潜水母艦日枝丸（日本郵船、11,621トン）と共に呉を出港し、佐伯に移動。2日、佐伯を出港し、10日にシンガポールに向かう伊8と別れ、11日1030に第8号駆潜艇と会合し護衛を受ける。12日にペナンに到着。同地で日枝丸と別れ、23日にペナンに伊8が到着。27日1630、第8潜水戦隊旗艦として伊8と共にペナンを出港する。7月1日に南緯04度53分 東経87度20分 / 南緯4.883度 東経87.333度の地点で、6日に南緯22度25分 東経76度15分 / 南緯22.417度 東経76.250度の地点で伊8へ補給を行って伊8と別れた後、インド洋で通商破壊戦に従事する。22日には、南緯03度00分 東経68度00分 / 南緯3.000度 東経68.000度のアデン湾南南東沖合で、アバダンからフリーマントルへ航行中のノルウェータンカーアルシデス(Alcides、7,634トン)を発見し、雷撃。魚雷2本が命中したアルシデスは沈没し、船長と無線員、航海士を捕虜にした。8月4日、ペナンに到着。
9月2日1600、伊10はペナンを出港。この哨戒では日映のスタッフが乗艦して60日余りの作戦行動を撮影している。9月14日、北緯06度10分 東経67度37分 / 北緯6.167度 東経67.617度のチャゴス諸島南西沖のインド洋で、油を積んでバンダレ・アッバースからメルボルンへ航行中のノルウェータンカーブラモラ(Bramora、6,361トン)を雷撃し、撃沈した。20日早朝、ペリム島を飛行偵察。24日0200、北緯11度37分 東経45度46分 / 北緯11.617度 東経45.767度のアデン南東75浬地点付近で米リバティ船エリアス・ハウ(Elias Howe、7,176トン)を発見し追尾。0312、魚雷を2本発射し、うち1本がエリアス・ハウの機関室に命中した。火災を起こしたエリアス・ハウはSOSを発信した。15分後、浮上して魚雷1本を発射し、これを命中させる。命中したエリアス・ハウは衝撃で積み荷の爆発物が誘爆し、船尾から沈没した。10月1日1630、北緯11度43分 東経48度07分 / 北緯11.717度 東経48.117度のアデン湾で、西へ向かう輸送船団を発見し、石炭を積んでモンバサからアデンへ航行中のノルウェー貨物船ストルヴィクセン(Storviken、4,836トン)へ向け魚雷3本を発射。うち2本が右舷に命中したストルヴィクセンは船尾から沈没し、乗員2名を捕虜とした。4日、アデン湾近海で輸送船団の航行音を聴取。これは、アデンからアバダンへ向かっていたAP-47船団で、追跡を開始。夜になってから浮上した。5日0510、北緯14度20分 東経50度47分 / 北緯14.333度 東経50.783度のグアルダフィ岬北方140浬地点付近にて、約5,100mで輸送船の密集しているところめがけて魚雷3本を発射。発射完了と共に深度119mへ急速潜航した。やがて、3つの爆発音と船体破壊音が聞こえてきた。 別の資料によると、視界不良の下で目測4000ｍから魚雷6本を発射したところ、実際には7000ｍの距離があり、命中まで6分30秒を要したとされている。このとき同潜は発射後直ちに深度100ｍへと避退行動を取ったので、命中を目視確認しておらず、魚雷の爆発音を3度、聴取したに留まった。その直後から護衛駆逐艦の反撃が始まり、執拗な爆雷攻撃を浴びたイ10潜は艦内への浸水により深度保持が困難になり、限界深度を越えた130ｍの深さまで沈下した上に、艦体のバランスが崩れて艦尾方向に大きく傾斜するなど、非常な危殆に陥った。最終的には、メインタンクの高圧排水（騒音を生じるため、本来ならば敵前での実施はタブーとされる行為だった）を行うことで何とか浮力を回復し、また、敵駆逐艦による制圧攻撃が比較的淡泊に終わったことから危機を脱している。この攻撃でノルウェータンカー、アンナ・クヌドセン(Anna Knudsen、9,057トン)を撃破。アンナ・クヌドセンは総員退船となったものの、後にアンナ・クヌドセンに戻った乗員の手によって復旧に成功し、アデンに引き返していった。24日1125、北緯01度02分 東経71度14分 / 北緯1.033度 東経71.233度のアッドゥ環礁北西沖で一般貨物を積んでカルカッタからダーバンへ航行中の英A・ウェア社貨物船コンゲラ(Congella、4,533トン)を発見し、魚雷2本を発射するも命中しなかった。そのため、砲撃に切り替えてコンゲラを撃沈した。10月30日にペナンに到着。撮影された映像は1944年に映画館で「轟沈」として上映された。その後、11月5日にペナンを出港し、7日にシンガポールに到着。12月7日にシンガポールを出港し、16日に佐世保に到着し整備を受ける。1944年（昭和19年）1月1日、第六艦隊付属となった。
2月3日、伊10は佐世保を出港し、10日にトラックに到着。17日朝、トラック島空襲に遭遇して小破。その後、米空母の追跡のため出港するも発見できずトラックに戻った。この空襲で乗員3名が戦死し2名が負傷した。25日にトラックを出港し、アメリカ西海岸へ向かう。3月4日、ミリ環礁東方で爆雷攻撃を受けて損傷したため、哨戒を中止。20日に横須賀に到着して修理を受ける。このとき、逆探と三式水中聴音機を装備した。
5月9日、伊10は横須賀を出港し、マーシャル諸島東方沖に進出。6月12日にメジュロを夜間飛行偵察したが、搭載機が着水に失敗し破損したため機体を放棄した。14日にサイパンの第六艦隊司令部救出に向かうべくマリアナ諸島東方へ移動。24日にサイパン東岸沖に向かうよう命ぜられる。28日1200、サイパン北東40浬地点付近で、敵哨戒線の突破に失敗したとの報告を最後に消息不明。
アメリカ側記録によると、7月4日、サイパン島近海で米護衛空母ブレトン(USS Breton, CVE-23)とタンカー6隻による海上補給を護衛している米護衛駆逐艦リドル(USS Riddle, DE-185)は自艦から250°、1700mの位置で潜航中の潜水艦を聴音により探知する。報告により、タンカー6隻とブレトンが港へ向かう中、リドルは爆雷を5発投下するも、潜水艦はこれを回避し、リドルの後方に回り込んだ。18分後、リドルは自艦から1100mの位置にいる潜水艦を再び探知し、ヘッジホッグを発射する。しかし、潜水艦はそれを回避するべくより深い深度に移動した。1812、リドルは爆雷攻撃を行ったが、効果はなかった。1822、潜水艦の進路上を通過する米駆逐艦デヴィッド・W・テイラー(USS David W. Taylor, DD-551)も潜水艦を探知し、中深度に設定した爆雷11発を投下する。1828、リドルが再度爆雷攻撃をしようとした時、海中で大きな爆発音がした。このため、2隻は潜水艦を見失った。しばらくして、潜水艦のものと思われる破片と、重油が浮かび上がった。翌日、現場にはおよそ17kmの長さの重油の帯が出来上がっていた。これが伊10の最期の瞬間であり、艦長の中島清次中佐以下乗員103名全員戦死。沈没地点はサイパン東北東110浬地点付近、北緯15度26分 東経147度48分 / 北緯15.433度 東経147.800度。
7月2日、サイパン方面で沈没と認定され、10月10日に除籍された。
撃沈総数は14隻、計81,553トンにのぼり、帝国海軍潜水艦の中では撃沈隻数、トン数ともに第1位を誇る。また、商船2隻、計16,198トンに損傷を与えた。

## 潜水艦長
艤装員長
1. 栢原保親 中佐：1941年7月31日[9] - 1941年10月31日[10]

潜水艦長
1. 栢原保親 中佐：1941年10月31日[10] - 1942年9月15日[11]
2. 山田隆 中佐：1942年9月15日[11] - 1943年4月15日[12]
3. 殿塚謹三 中佐：1943年4月15日[12] - 1944年1月18日[13]
4. 中島清次 中佐：1944年1月18日[13] - 1944年7月2日 戦死認定、同日付任海軍大佐[14]

## 伊号第10潜水艦が登場する作品・記録
- 鈴木聡司『轟沈日誌』文芸社、2019年 ISBN 978-4-286-19887-3

伊第十潜水艦に乗り込んで映画『轟沈』を撮影した、実在のカメラマンを主人公とした長編戦記小説
- 「丸」編集部編『伊号第一〇潜水艦針路西へ！　潜水艦戦記』

光人社文庫、2011年、新装版2021年 ISBN 978-4-7698-3228-7